# Epizeuxis pulchellescens
Epizeuxis pulchellescens är en fjärilsart som beskrevs av Dyar 1922. Epizeuxis pulchellescens ingår i släktet Epizeuxis och familjen nattflyn. Inga underarter finns listade i Catalogue of Life.